# Cassenoix moucheté
Nucifraga caryocatactes
Espèce
Répartition géographique
Statut de conservation UICN

 LC  : Préoccupation mineure
Le Cassenoix moucheté (Nucifraga caryocatactes) est une espèce de passereaux de la famille des Corvidae.

## Étymologie
Le nom scientifique de l'espèce, Nucifraga caryocatactes, vient du latin nux (noix) et frango (briser) et du grec karuokataktes (casse-noix ou casse-noisettes). Ce nom, ainsi que son nom vernaculaire, soulignent les spécificités alimentaires de cet oiseau, friand de noisettes. 

## Description

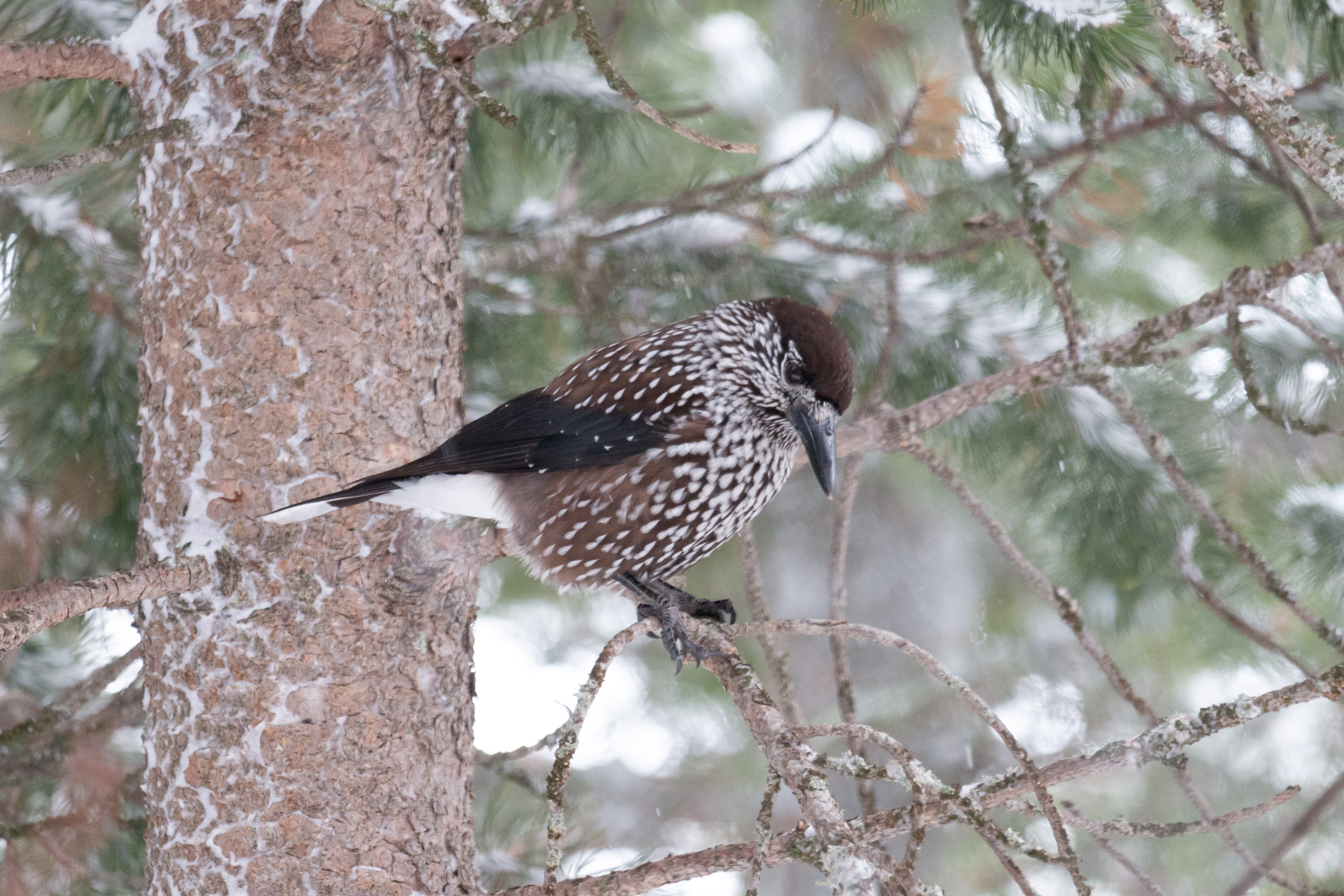
Cassenoix moucheté dans les Alpes en hiver.

Cet oiseau a le corps brun foncé, parsemé de taches blanches en forme de gouttes, plus serrées sur la face où elles forment un masque clair qui contraste avec le bec noir et la calotte brun foncé. Les rémiges sont noires, tout comme la queue avec une étroite barre terminale blanche et une grande zone blanche sous sa base.
Le jeune présente un aspect général grisâtre ou chocolat au lait, avec les taches blanches très diffuses.
Cet oiseau mesure entre 29 et 36 cm de longueur et présente une envergure d'environ 55 cm. Son poids varie entre 150 et 200 g.
Comme chez la plupart des corvidés, il n'y a pas de dimorphisme sexuel.

## Comportement

### Chant
Cris « kree kree kree » ou « kra kra kra » émis en série, moins criards que ceux du Geai des chênes et avec une résonance caractéristique. Il les pousse en été, mais reste silencieux en hiver.

### Régime alimentaire
Le régime alimentaire est à dominante végétale, et il affectionne particulièrement les noisetiers en plaine, les pignes du pin cembro (arole) en montagne, ou du pin de Sibérie, ou des épicéas, selon les régions où il vit. Il aime aussi les baies, tous les fruits secs, mais aussi les petits invertébrés.
Pour l'hiver, il cache ses réserves de nourriture dans plusieurs milliers de caches qu'il  disperse sur tout son domaine et mémorise, comme le Geai des chênes. Il mémorise des repères visuels qui lui permettent de retrouver ses caches même sous la neige. Il arrive à en retrouver à peu près les deux tiers — ou trois quarts — qui lui servent à se nourrir durant l'hiver, le restant pourra servir de nourriture aux rongeurs, ou germer et croître. Le Cassenoix moucheté est donc un propagateur des espèces dont il consomme les graines.
Les jeunes se nourrissent aussi de graines, mais aussi d'invertébrés, qui constituent un apport indispensable de protéines d'origine animale pendant leur croissance.

### Reproduction

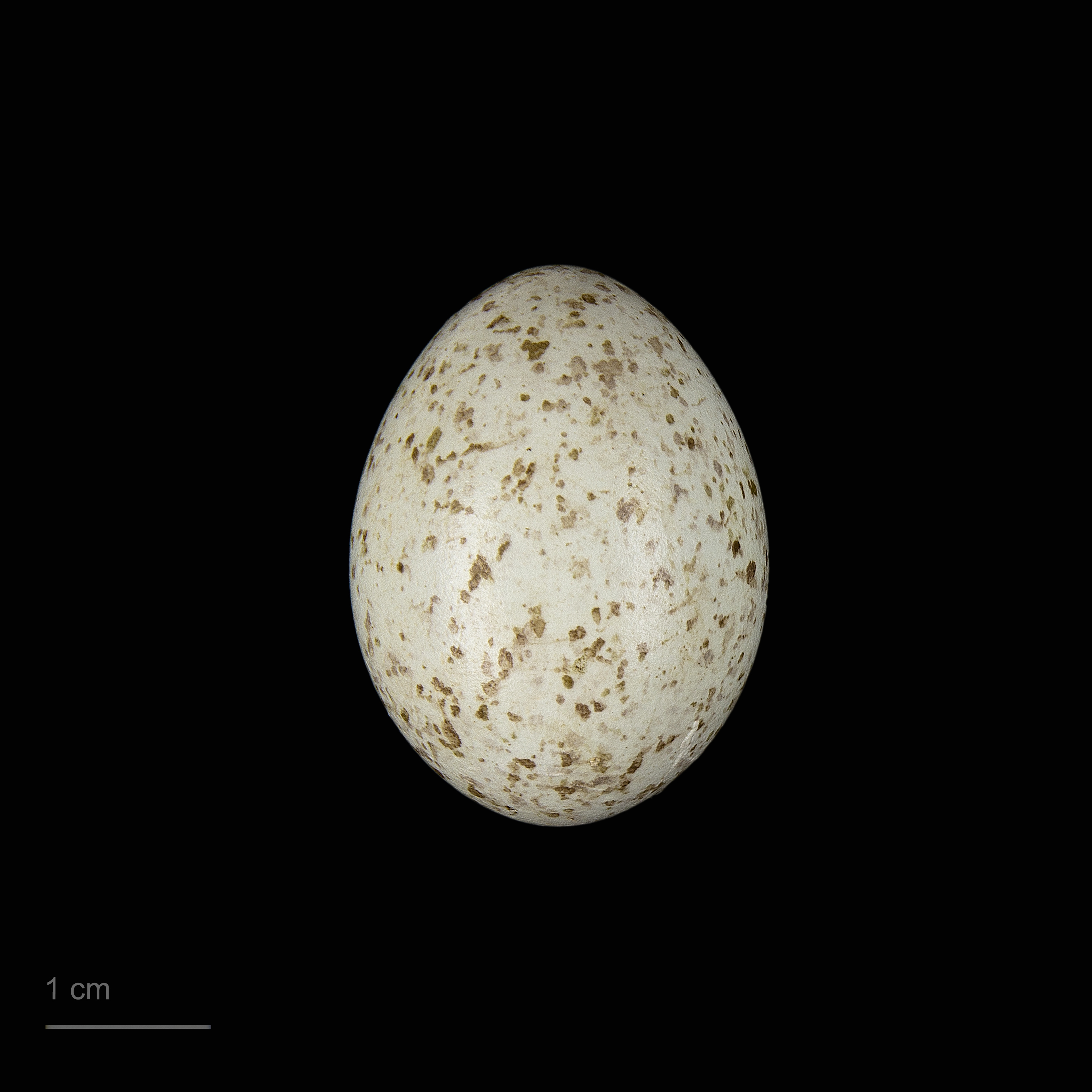
Œuf de Nucifraga caryocatactes caryocatactes - Muséum de Toulouse.

#### Site du nid
Le nid est installé dans un épicéa, ou un pin, à une hauteur variant entre 4 et 10 m, ou souvent, près d'un tronc. Cette espèce niche jusqu'à 2 200 m d'altitude.

#### Nid
Le couple construit une coupe avec des brindilles de mélèze, mêlées à de la terre et à des copeaux de bois pourri, puis il la garnit de lichens, de tiges et de feuilles sèches de graminées. Cette structure est très isolante.

#### Nichée
- ponte : entre début mars et le début juillet
- œufs : deux à quatre, exceptionnellement cinq allant du bleu au verdâtre, pointillés de brun et de gris
- couvaison : 18-22 jours, par les deux parents.
- nourrissage des jeunes : par les deux parents avec envol à 23-25 jours, apprentissage des jeunes durant une centaine de jours.
- En moyenne, deux à six jeunes par couple et par an.
- maturité sexuelle à deux ans, le taux de survie serait supérieur à 80 %.
- longévité maximale connue : plus de quinze ans.

## Répartition et habitat
Cet oiseau sédentaire dépend des ressources du milieu en noisettes et graines de pins et d'épicéas, qu'il cache à la bonne saison en prévision de l'hiver, dans un territoire de dix à cent hectares — selon les ressources alimentaires du lieu — et un rayon maximal d'environ 10 km. Il apprécie particulièrement les épicéas à feuillage épais qui lui assurent une protection naturelle contre la neige pour le nid et des caches de nourriture.
Les jeunes adultes, pour trouver un territoire, s'éloignent de leurs parents sur une distance de 10 à 15 km.
Épisodiquement, lors des années de faible production alimentaire — particulièrement en Scandinavie — des milliers de cassenoix mouchetés peuvent entamer une migration invasive.
Cette espèce paléarctique se rencontre dans les montagnes du Centre et de l'Est de l'Europe : Ardennes, reliefs du centre de l'Allemagne, Vosges, Jura, tout l'arc alpin jusqu'à la Méditerranée et aux Balkans, Carpathes, et dans le sud de la Scandinavie, la Russie européenne et la Sibérie. Au-delà, on la trouve jusqu'aux côtes du Pacifique et dans l'Himalaya.

## Sous-espèces

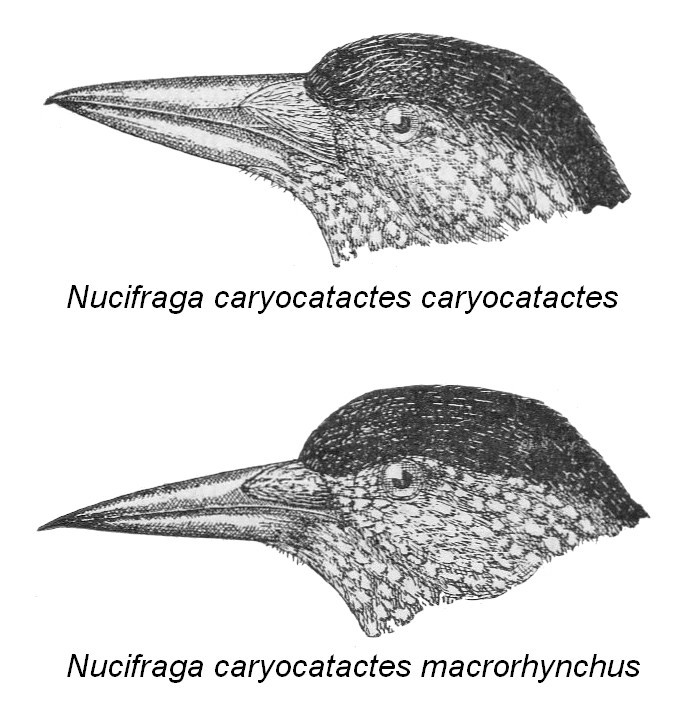
Comparaison entre les têtes du Cassenoix moucheté de Wallonie (N. c. caryocatactes) et du Cassenoix moucheté de Sibérie (N. c. macrorhynchos).

- Cassenoix moucheté de Wallonie (Nucifraga caryocatactes caryocatactes) en Belgique et en Allemagne
- Cassenoix moucheté de Sibérie (Nucifraga caryocatactes macrorhynchos)
- Cassenoix moucheté des Alpes
- Cassenoix moucheté de Scandinavie

## Espèces similaires
Le Cassenoix moucheté ne peut être confondu avec aucune autre espèce, si ce n'est le cas échéant, dans de très mauvaises conditions d'observation, avec le Geai des chênes, lequel présente cependant des marques bleues et blanches sur les ailes, bien visibles même pour le néophyte, et un aspect général bigarré.

## Le Cassenoix moucheté et l'Homme

### Protection
La conservation de l'espèce est liée à l'abondance des arbres dont elle consomme les graines (noisetiers, pins cembro…) et à celle des plantations serrées d'épicéas tardivement éclaircies.
Le Cassenoix moucheté est inscrit à l'annexe I (espèce non chassable) de la Directive Oiseaux de l'Union européenne et à l'annexe 3 (protection relative) de la Convention de Berne.
Il bénéficie d'une protection totale en Belgique depuis la convention Benelux, A.G.W. du 14 juillet 1994 relative à la protection des oiseaux, ainsi qu'en France.

### Image culturelle
Le Cassenoix moucheté est l'emblème du Parc national suisse ; l'oiseau est représenté de manière stylisée, en vol, tenant dans son bec une pigne du pin cembro. L'espèce est effectivement commune dans les Grisons et est particulièrement présente dans le Parc national où les promeneurs peuvent l'observer aisément.

## Galerie

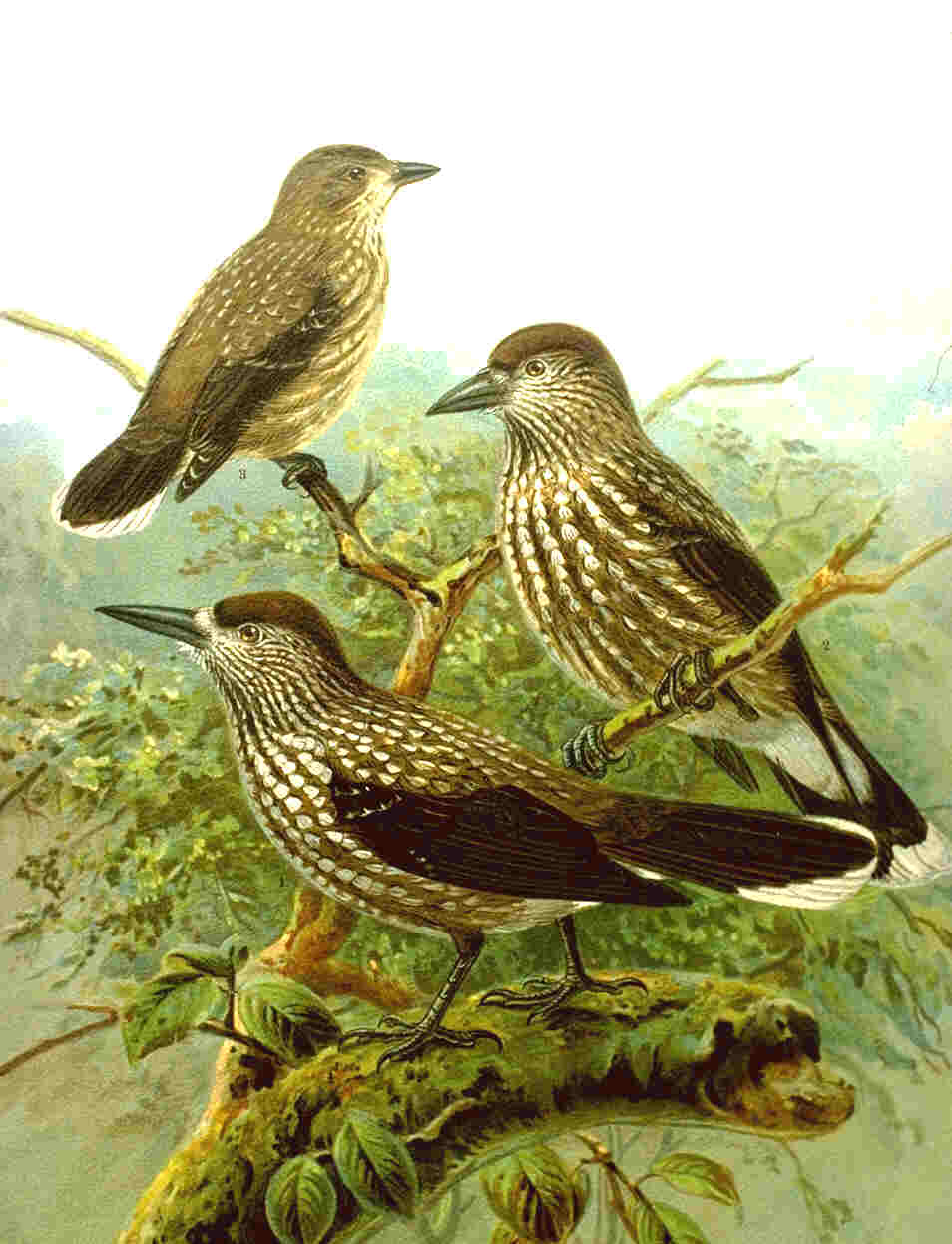
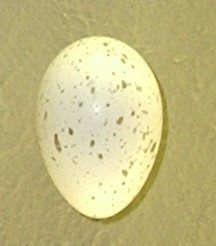
Œuf

## Dénominations
Ce taxon porte en français les noms vernaculaires ou normalisés suivants : Cassenoix moucheté,, Casse-noix,, Casse-noix moucheté.

## Systématique
Le nom valide complet (avec auteur) de ce taxon est Nucifraga caryocatactes (Linnaeus, 1758).
L'espèce a été initialement classée dans le genre Corvus sous le protonyme Corvus caryocatactes Linnaeus, 1758.
Nucifraga caryocatactes a pour synonyme :
- Corvus caryocatactes Linnaeus, 1758